# Franz Löschnak
Franz Löschnak (ur. 4 marca 1940 w Wiedniu) – austriacki polityk, urzędnik i prawnik, działacz Socjaldemokratycznej Partii Austrii, deputowany, w latach 1985–1995 minister.

## Życiorys
Z wykształcenia prawnik, w 1963 został absolwentem Uniwersytetu Wiedeńskiego. Od 1959 pracował w administracji miejskiej Wiednia, od lat 70. na stanowiskach kierowniczych. Zaangażował się w działalność polityczną w ramach SPÖ, w 1989 został wiceprzewodniczącym federalnych struktur partii. W latach 1977–1985 pełnił funkcję sekretarza stanu w urzędzie kanclerza. W latach 1981–1983, w 1994 oraz od 1995 do 1999 wykonywał mandat posła do Rady Narodowej.
Od grudnia 1985 do marca 1987 był ministrem w urzędzie kanclerza. W kwietniu 1987 został ministrem do spraw zdrowia i służb publicznych. W lutym 1989 przeszedł na urząd ministra spraw wewnętrznych, funkcję tę pełnił do kwietnia 1995. Był także prezesem organizacji sportowych ASKÖ (1988–2005) i Österreichische Bundes-Sportorganisation (1995–2007).
Odznaczony Wielką Złotą Odznaką Honorową na Wstędze za Zasługi dla Republiki Austrii oraz Orderem Leopolda II I klasy.